# ベラーズ
ベラーズ（略称;英語:BelAZ ベラルーシ語:БелАЗ, ベラス、ベラース 正式名称:Беларускі аўтамабільны завод ベラルーシ自動車工場）は、ベラルーシ、ミンスク州ジョジナに本拠を構える露天掘りや鉱山、採石場などで使用されるマイニング・ダンプ（ホウルトラック）や建設機械、貨車の製造開発を行う企業。なお、略称であるBelAZはベルアズとも呼ばれる。
ベラーズは独立国家共同体における最大となる投資プロジェクトのひとつであった。工場は設備のアップデートで予定された3つのフェーズのうち2つを完了している。研究開発、製造、組み立て、アフターサービスに適用される品質管理システムは国際規格であるISO 9000に沿って行われている。

## 歴史

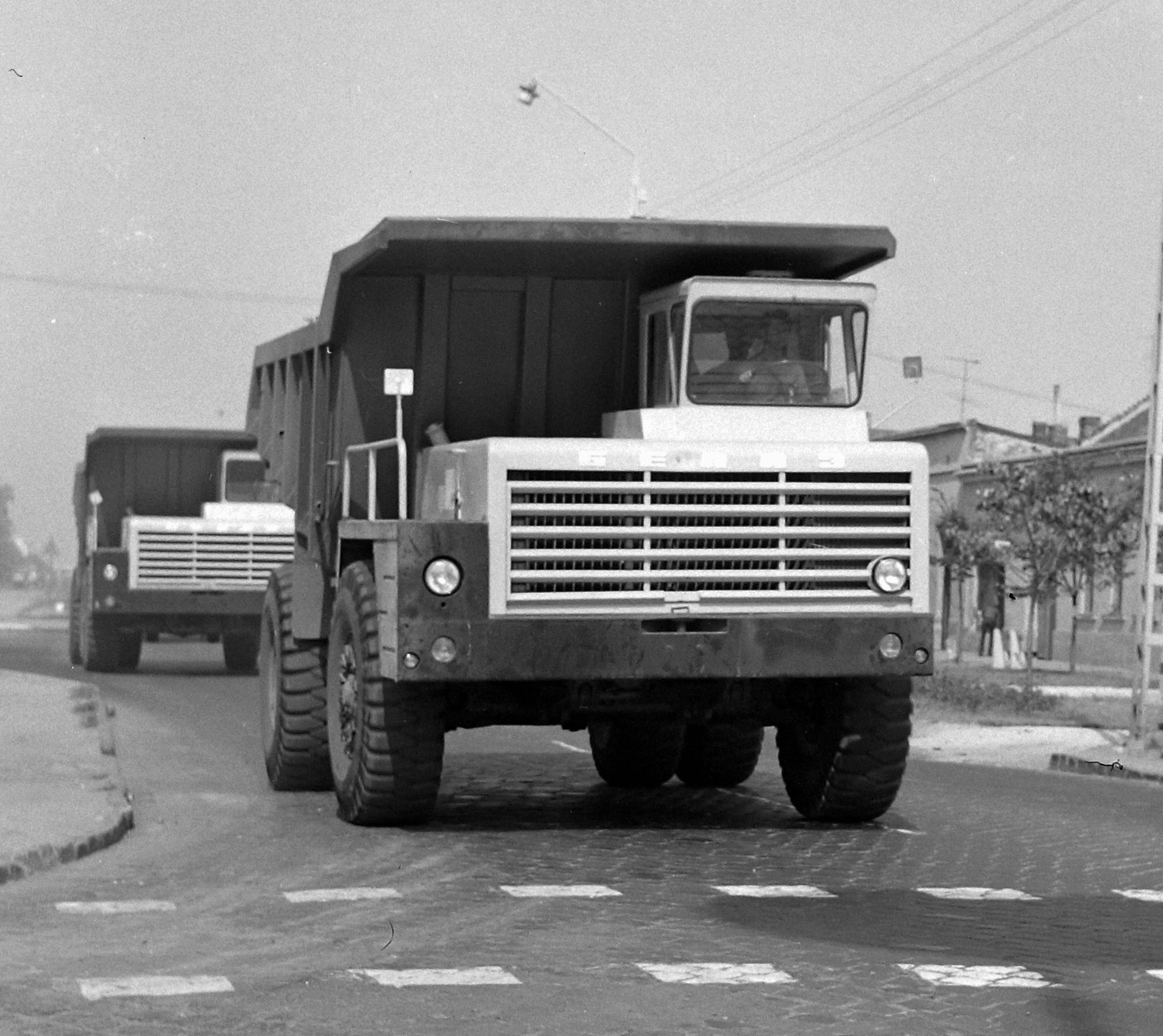
ハンガリーで稼働中のBELAZ-540

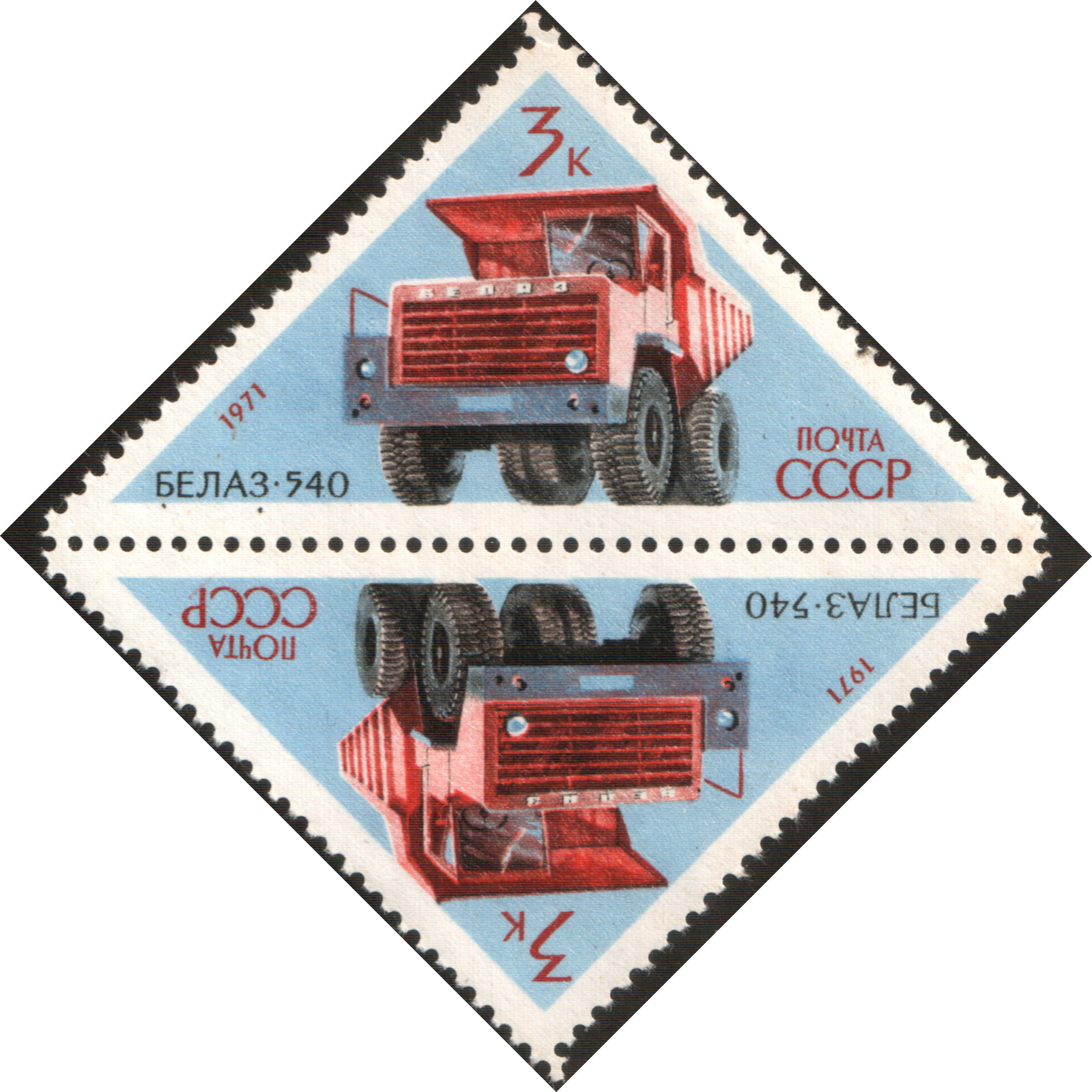
ソビエト時代に切手として採用されたBELAZ-540

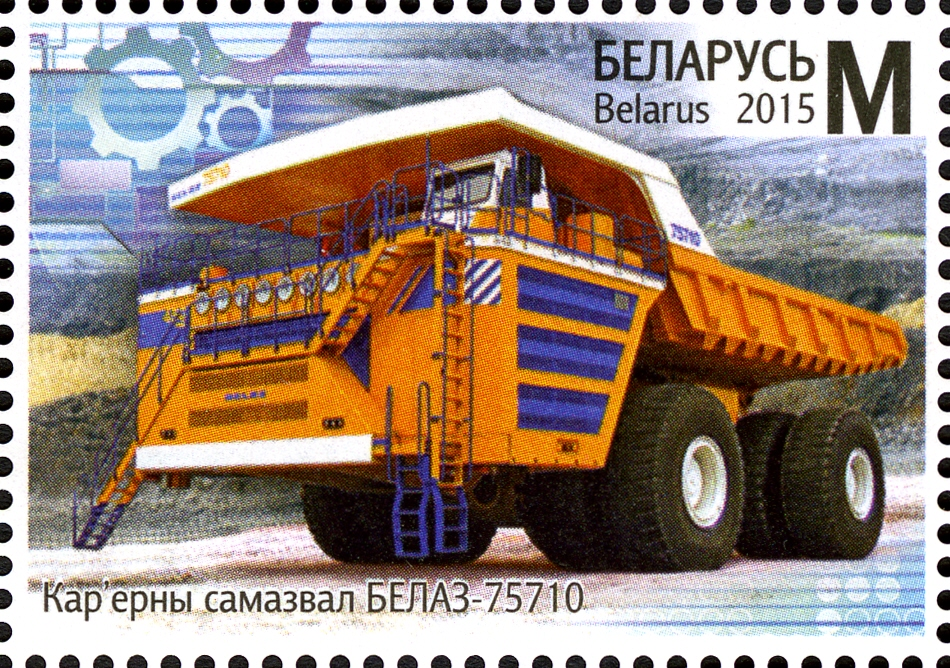
ベラルーシで切手に採用された世界一重いダンプカー BELAZ-75710

1946年 - 11月9日、白ロシア・ソビエト社会主義共和国の最高評議会による布告「№137/308」により泥炭抽出用の車両を製造するため新工場の設立が決定される。
1948年 - 新工場の建設が開始される。
1950年 - 最初の製品となる散水トラック「D-298」をリリース。
1951年 - 泥炭抽出車工場は道路建設や改造型トラックの製造を行うため再編成され、工場名はドルマッシュ（Dormash）へと変更された。
1958年 - 社名を「ベラルーシ自動車工場（ベラーズ）」に改称。新型GVW25トントラック「MAZ-525」が生産される。
1960年 - 積載能力40トンのマイニング・ダンプ「MAZ-530」が製造される。
1961年 - 積載27トンのマイニング・ダンプ「BELAZ-540」が製造される。
1963年 - 積載40トンのホウルトラック「BELAZ-548」が製造される。
1965年 - ライプツィヒ・メッセで開催された国際展示会でBELAZ-540が金賞を受賞。
1966年 - 国際展示会で金賞を受賞したことから、工場は労働赤旗勲章を授与されている。
1967年 - ライプツィヒの国際展示会で「BELAZ-548A」が金賞を受賞。
1968年 - 工場の11人の従業員がソビエト連邦国家賞を授与される。75トンから80トンの積載容量を持つ「BELAZ-549」の試作車が開発される。
1977年 - 110トンの積載能力を持つ「BELAZ-7519」が開発される。
1978年 - 100トンの牽引能力を持つ航空機牽引用トラック（トーイングカー）の生産を開始。
1982年 - 170トンの積載能力を持つ「BELAZ-75211」の製造を開始。
1990年 - それまで製造された車両とは一線を画すベラーズ史上最大の積載能力となる280トンの能力を持つホウルトラックの生産を開始。
1995年 - メキシコマーケティング研究所から品質に関し国際品質ダイヤモンド賞が授与される。
1996年 - ベラーズは生産組合（共同出資会社）となる。
2001年 - ベラーズの最高責任者であったパベル・マリエフは、ベラルーシ共和国から在世として初となる「ベラルーシ英雄」の称号を与えられる。
2005年 - 320トンの積載能力を持つ「BELAZ-75600」の試作車が開発される。
2010年 - 360トンの積載能力を持つ「BELAZ-75601」の試作車が開発される。
2012年 - BELAZ-Holdingを設立。
2013年 - 世界初となる450トンの積載能力を持つ「BELAZ-75710」の生産を開始。
2019年 - 見学者10万人を達成。

#### Mining Dump Trucks（ホウルトラック）

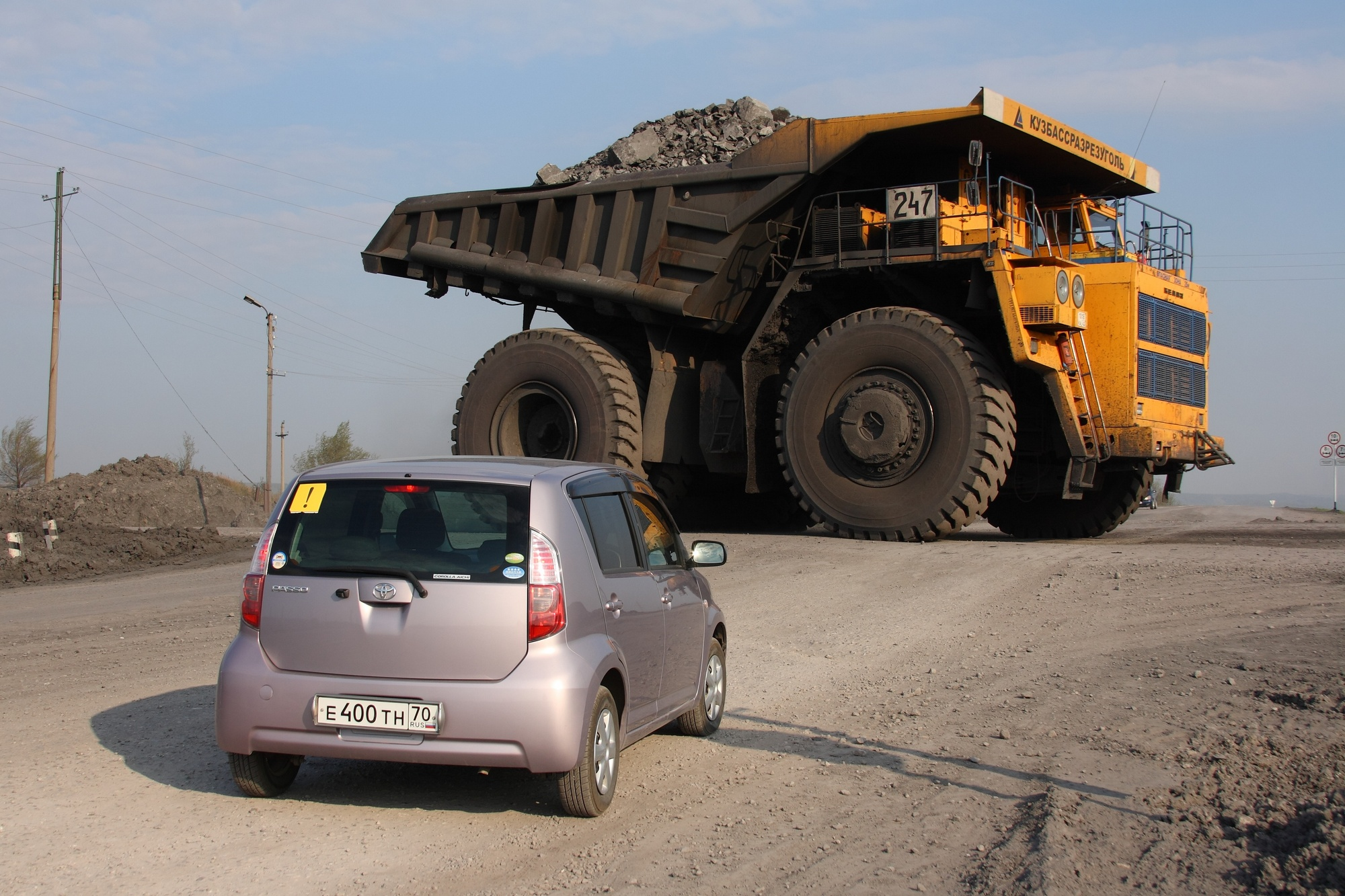
ロシアで稼働中の7530系。手前に写るのはトヨタ・パッソ

## 製品

### 現行モデル

#### 油圧トランスミッション方式
- BELAZ-7540 Series（A.B.E.K.）- 積載能力30トン
- BELAZ-7544 Series - 積載能力32トン
- BELAZ-7547 Series（75473.75476）- 積載能力42-45トン
- BELAZ-7545 Series（75453.75454）- 積載能力45トン
- BELAZ-7555 Series（A.B.D.E.F.H.I.）- 積載能力55-60トン
- BELAZ-7557 Series（75570.75571）- 積載能力55-60トン

#### 電気機械式トランスミッション方式

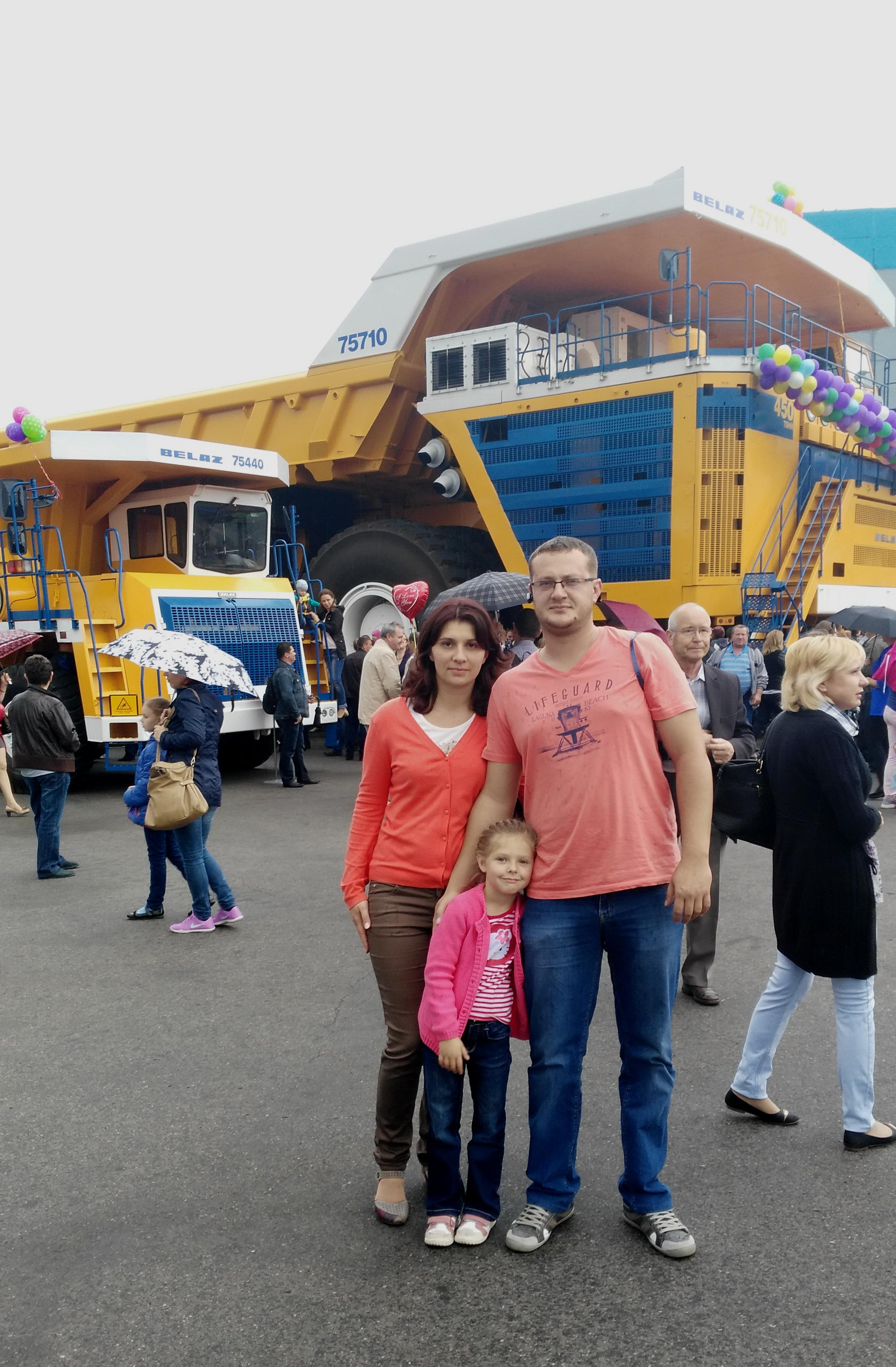
ベラルーシで行われたイベントでBELAZ-75710を背景に記念撮影を行う家族

- Mining Dump Truck Series BELAZ-7558（75581.75583.75585.7558B.7558D.7558F）- 積載能力90トン
- Mining Dump Truck Series BELAZ-7513（7513.75131.75135.75137.75139.7513A.7513B）- 積載能力110-136トン
- Mining Dump Truck Series BELAZ-7513R - 積載能力130-136トン
- Mining Dump Truck Series BELAZ-7517（75170.75172.75173.75174）- 積載能力160トン
- Mining Dump Truck Series BELAZ-7518（75180.75182）- 積載能力180トン
- Mining Dump Truck Series BELAZ-7530（75302.75306.75307.75309.7530D）- 積載能力220トン
- Mining Dump Truck Series BELAZ-7531（75310.75312.75313.75315.75318.75319）- 積載能力240トン
- Mining Dump Truck Series BELAZ-7532 - 積載能力290トン
- Mining Dump Truck Series BELAZ-7560（75602.75603.75604.75605）- 積載能力360トン
- Mining Dump Truck Series BELAZ-7571 - 積載能力450トン

BelAZ 75710は世界で最も重い量産ダンプカーとして著名な車両である。

#### Cross-country dump trucks[4]（不整地向け車両）
- MOAZ-75035 - 積載能力50トン
- MOAZ-75041 - 積載能力27トン
- MOAZ-7505（75050.75054.75055）- 積載能力25トン
- MOAZ-7506 - 積載能力36トン

#### Loaders and bulldozers[5]（ホイールローダー/ブルドーザー）

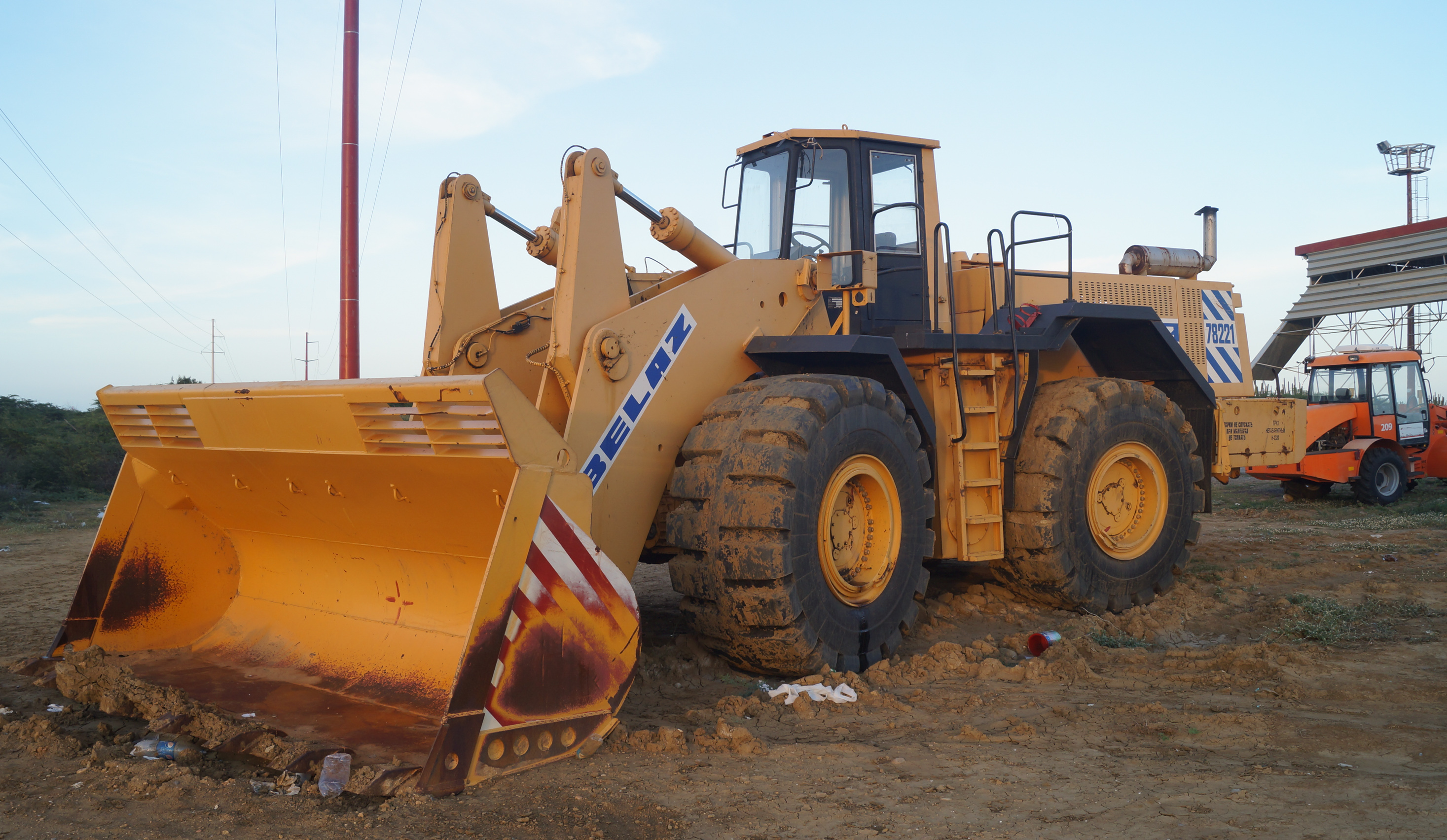
ホイールローダーBELAZ-78221

- BELAZ-7822 front loader 昇降能力10トン
- BELAZ-7825 front loader 昇降能力22トン
- MOAZ-40483 front loader 昇降能力8トン
- MOAZ-40483-026 front loader 昇降能力8トン
- BELAZ-68010 front loader
- BELAZ-7823 wheeled bulldozer - ブルドーザー
- MOAZ-68020 wheeled bulldozer

#### Vehicles for metallurgical works[6]（冶金車両）
- BELAZ-7921 heavy-load carriers（7921.79211）- 積載能力150トン

金属加工場などで使用される。大型構造物を運搬することが可能なトーイングカー形状の搬送トラック。
- BELAZ-7926 heavy-load carriers - 積載能力150トン
- BELAZ-7922 slag carriers

スラグ運搬専用車。融解させた金属を運搬できる様、バケットが掴める油圧式アームが取り付けられている。

#### Vehicles for mining service[7]（ホウルトラック牽引車）
- BELAZ-7413 recovery tractors
- BELAZ-7430 recovery tractors（74306.74307）
- BELAZ-7447 recovery tractors
- BELAZ-7455 recovery tractors
- BELAZ-7613 water sprinkling vehicles - 散水車
- BELAZ-7647 water sprinkling vehicles（76470.76473）

#### Special purpose vehicles[8]（特殊車両）

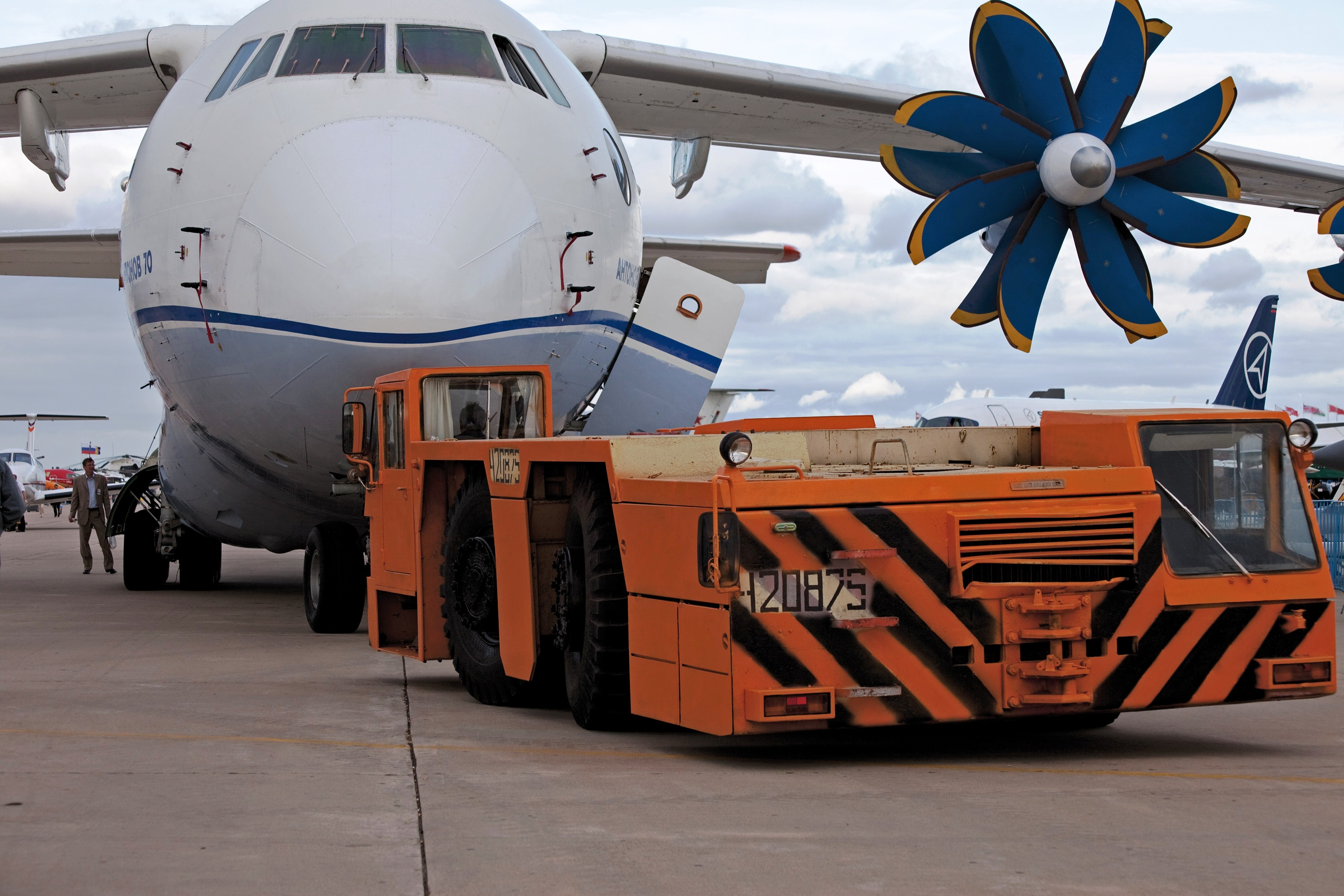
ロシアで開催されたMAKSエアショーでAn-70のトーイングを開始するBELAZ-742系

- BELAZ-74212 towing vehicles - 最大離陸重量（GVWに相当する）260トン

航空機を牽引するトーイングカー
- BELAZ-7427 towing vehicles（74270.74271）- 最大離陸重量600トン
- BELAZ-7958 multipurpose chassis - 最大離陸重量42トン
- EK-1.01 electric carts - 積載能力3トン

電気駆動式カート。
- MOAZ-4050 compactors

圧縮用アタッチメントが取り付けられたブルドーザー。ゴミや土砂を寄せ集め壁などを利用し圧縮するために使用される。埋立地や山道の道路工事などで使用される。
- MOAZ-75295 multipurpose chassis

オープンキャスト・マイニング用のシャーシ。掘削方法が異なる方式で使用されるアタッチメントが搭載できる様に設計されている。
- MOAZ-8403 semitrailer concrete mixer

セメントミキサーのみ独立させたトレーラー。
- MOAZ-8901 concrete pump

コンクリートポンプのみ独立させたトレーラー。
- SGRR-024 hydraulic boom

コンクリートポンプ車で使用される油圧可動式のブームのみ独立させた機材。

#### Vehicles for underground working（坑道車両）

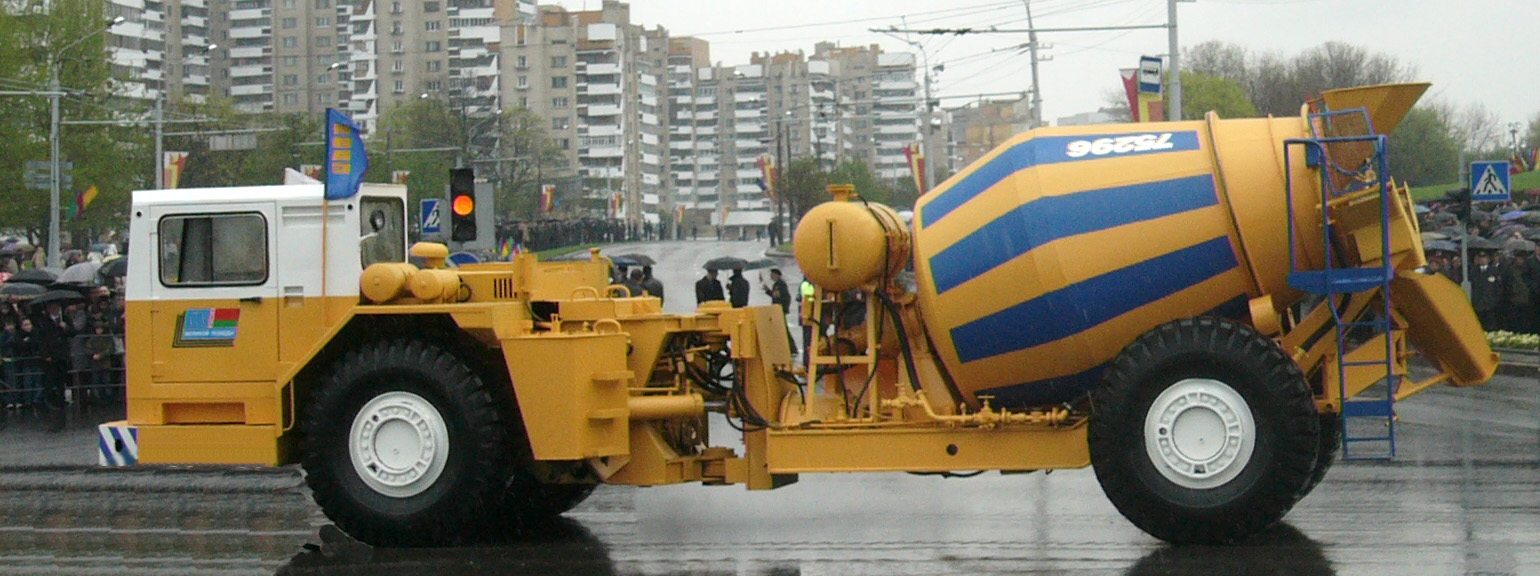
坑道車両型ミキサー、BELAZ-75296

#### Vehicles for underground working[9]（坑道車両）
狭い地下坑道などで使用されることを前提として全車全高が抑えられた（Low profile）形状である。操舵方式も狭小空間で有利な屈折式が採用されており、ホイールローダーも全て全高を抑えるため運転席が正対していない構造（シャーシ横に配置され横向きで操作を行う）が採用されている。
- MOAZ-4035 load-haul-dump units - ホイールローダー
- MOAZ-4055 load-haul-dump units
- MOAZ-4075 load-haul-dump units
- MOAZ-65010 underground mining dump trucks - 積載能力15トン
- MOAZ-7529 underground mining dump trucks（75290.75291）積載能力22-25トン
- MOAZ-75830 underground mining dump trucks - 積載能力30トン
- MOAZ-75840 underground mining dump trucks - 積載能力40トン
- MOAZ-7585 underground mining dump trucks（75850.75851）- 積載能力50トン

#### Railway Freight Cars[11]（鉄道貨車）
- Boxcar 11-9931 - 有蓋車。
- Eight-wheel car 12-9763（12-9763.12-9763-01）

バルク輸送用オープントップ式の貨車。
- Flat car 13-9832（18-9832.18-9832-01）- 長物車（平車）
- Hopper car 19-6943 - 積載能力120m3

粉粒状の物質を輸送するために使用される上部に投入口（ホッパー）が取り付けられたホッパ車。
- Hopper car 19-9774 - 積載能力82m3
- Hopper car 19-9862 - 積載能力63m3

#### その他
- Driving simulator[12] - ホウルトラック運転用シミュレーター。
- Garage Equipment for Mining Trucks[13] - ホウルトラック整備用機材と工具類。

## 生産終了モデル
- MAZ-525 als BelAZ-525, 25 t (1958年–1965年)
- MAZ-530 als BelAZ-530, 40 t (1960年–1963年)
- BelAZ-540, 27 t (1961年–1967年)
- BelAZ-540|BelAZ-540A, 27 t (1967年–1985年)
- BelAZ-540|BelAZ-540B, 45 t (1962年、試作車)
- BelAZ-548A, 40 t (1967年)
- BelAZ-548B, 65 t
- BelAZ-549, 75–80 t (1969年)
- BelAZ-7519, 110–120 t (1977年)
- BelAZ-7521, 180 t (1979年)
- BelAZ-75211, 170–220 t (1983年)
- BelAZ-75214
- BelAZ-7522
- BelAZ-75303
- BelAZ-75483